# МаХХХін
«МаХХХін» (англ. MaXXXine) — американський слешер, написаний і знятий Таєм Вестом. Заключна частина трилогії «X» після фільмів «X» і «Перл» 2022 року. У фільмі знялися Міа Гот, яка повернулася до ролі Максін та виступила продюсеркою, а також Елізабет Дебікі, Мозес Самні, Мішель Монаган, Боббі Каннавале, Лілі Коллінз, Ешлі Ніколетт Френджіпані, Джанкарло Еспозіто та Кевін Бейкон.

## Синопсис
Переживши різанину в Техасі, Максін продовжує втілювати свою мрію стати відомою акторкою, уникаючи при цьому Нічного Сталкера в Лос-Анджелесі 1985 року.

## Акторський склад
| Актор              | Роль                                            |
| ------------------ | ----------------------------------------------- |
| Міа Гот            | Максін Мінкс                                    |
| Елізабет Дебікі    | Елізабет Бендер кінорежисерка                   |
| Мозес Самні        | Леон працівник відеосалону                      |
| Мішель Монаган     | Вільямс детектив поліції Лос-Анджелеса          |
| Боббі Каннавале    | Торрес детектив поліції Лос-Анджелеса           |
| Лілі Коллінз       | Моллі Беннетт акторка                           |
| Halsey             | Таббі Мартін порнозірка                         |
| Джанкарло Еспозіто | Тедді Найт агент індустрії фільмів для дорослих |
| Кевін Бейкон       | Джон Лабат приватний детектив                   |
| Хлоя Фарнворт      | Ембер Джеймс порнозірка                         |
| Нед Вогн           | ведучий новин                                   |
| Софі Тетчер        | FX-художниця                                    |

## Виробництво
Після показу фільму «Перл» на Міжнародному кінофестивалі в Торонто 2022 року Тай Вест оголосив про розробку третього фільму під назвою «MaXXXine». Після анонсу режисер випустив тизер фільму. Вест написав сценарій і зрежесував фільм, а Міа Гот повернулася до ролі Максін з першого фільму трилогії. У квітні 2023 року до акторського складу приєдналися Елізабет Дебікі, Мозес Самні, Мішель Монахен, Боббі Каннавале, Лілі Коллінз, Halsey, Джанкарло Еспозіто та Кевін Бейкон. Продюсерами фільму виступили компанії Little Lamb і Mad Solar.
Зйомки проходили з квітня по травень 2023 року в Лос-Анджелесі протягом семи тижнів. У лютому 2024 року фільм був на стадії фінального монтажу.

## Маркетинг
13 вересня 2022 року, невдовзі після прем’єри «Перл» на Міжнародному кінофестивалі в Торонто 2022 року було випущено тизер-трейлер, що анонсує продовження фільму «X» під назвою «MaXXXine». У ньому звучить синті-поп пісня 1984 року «Obsession» гурту Animotion.
1 травня 2023 року в акаунтах A24 у соціальних мережах з'явилося перше зображення Міи Гот та Halsey в костюмах їхніх персонажів з підписом: «Життя, на яке вона заслуговує», відсилаючи до вигаданої мантри Максін, яку вона повторює протягом усього фільму «X».

## Музика
Музику до фільму написав Тайлер Бейтс.

## Випуск
Прем'єра відбулася 24 червня 2024 року у Китайському театрі TCL, Лос-Анджелес. Вихід фільму у кінотеатрах США відбувся 5 липня 2024 року.